# Raon-sur-Plaine
Raon-sur-Plaine là một xã, nằm ở tỉnh Vosges trong vùng Grand Est của Pháp. Xã này có diện tích 3,54 km², dân số năm 1999 là 143 người. Xã này nằm ở khu vực có độ cao trung bình 430 m trên mực nước biển.
Dân địa phương tiếng Pháp gọi là Raonnais.

## Nhân khẩu
| 1880                                         | 1920 | 1960 | 1982 | 1990 | 1999 |
| -------------------------------------------- | ---- | ---- | ---- | ---- | ---- |
| 550                                          | 410  | 200  | 148  | 143  | 143  |
| Số liệu từ năm 1962: Dân số không tính trùng |      |      |      |      |      |